# Pontevico

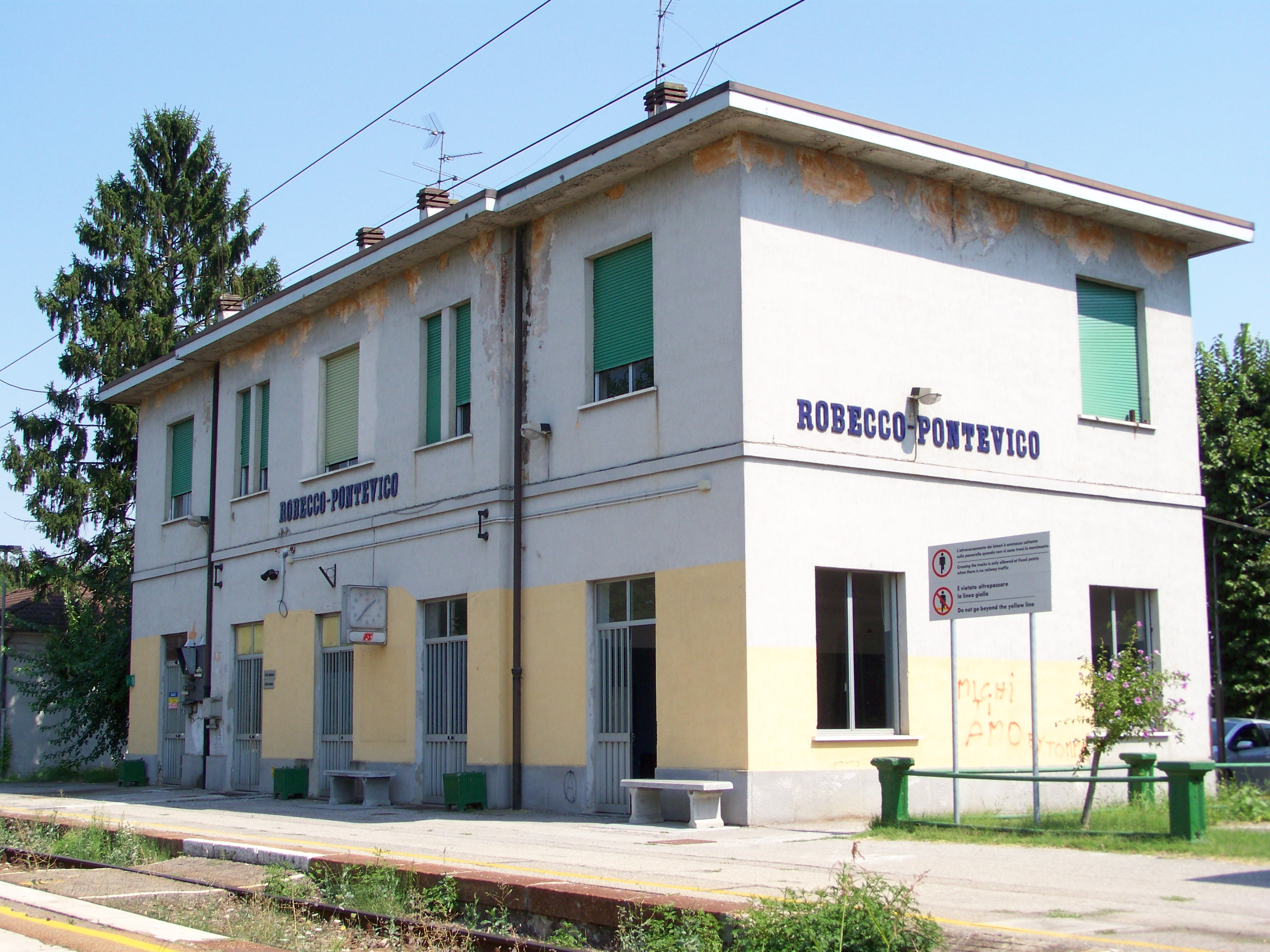
Station Robecco-Pontevico

Pontevico is een gemeente in de Italiaanse provincie Brescia (regio Lombardije) en telt 6780 inwoners (31-12-2004). De oppervlakte bedraagt 29,2 km², de bevolkingsdichtheid is 223 inwoners per km².

## Demografie
Pontevico telt ongeveer 2525 huishoudens. Het aantal inwoners steeg in de periode 1991-2001 met 1,5% volgens cijfers uit de tienjaarlijkse volkstellingen van ISTAT.
| Jaar | Inwoneraantal |
| ---- | ------------- |
| 1991 | 6390          |
| 2001 | 6484          |

## Geografie
Pontevico grenst aan de volgende gemeenten: Alfianello, Bassano Bresciano, Corte de' Frati (CR), Robecco d'Oglio (CR), San Gervasio Bresciano, Verolanuova, Verolavecchia.